# 西乃 (南达科他州)
西乃（英語：Sinai）是美国南达科他州下属的一座城鎮。根据2010年美国人口普查，该鎮有人口122人。论人口在本州排行第220。